# Rabá
Rabá - (Rab'bath)
(1.) "Rabá dos filhos de Amom, a cidade principal dos Amonitas, entre as colinas orientais, cerca de 32 quilômetros a leste do Jordão, ao sul das duas correntezas que uniram-se ao Rio Jaboque.
(2.) Uma cidade na região montanhosa de Judá (Josué 15:60), possivelmente a ruína de Rubá, 9,7 quilômetros ao nordeste de Bete-Jeribim.
(3.)Rabá também conhecida como "Cidade das águas".